# 会津美里町夫婦殺害事件
会津美里町夫婦殺害事件（あいづみさとまちふうふさつがいじけん）は、2012年（平成24年）7月26日に福島県大沼郡会津美里町の住宅で発生した強盗殺人事件。本事件で裁判員を務めた女性が事件現場の写真を見たこと等により、急性ストレス障害を発症し、後に国を提訴した。裁判員制度をめぐって裁判員経験者自身が国を訴えた初めての事例とされる。

## 概要
2012年7月26日の朝、福島県会津美里町の住宅で、病院職員の男性A（当時55歳）と、Aの妻で病院職員の女性B（当時56歳）が殺害されているのを同居するAの母親が発見した。Aの母親は草取りに出かけていたところ、悲鳴が聞こえたため家内に戻ると、1階でB、2階でAが倒れていた。2人とも遺体に複数の傷があった。
26日夜、捜査本部は、会津美里町内にいた男Y（当時45歳）に任意同行を求め、翌27日、A宅で2人を殺害し、Bのキャッシュカードを奪った疑いでYを逮捕した。Yは2013年3月の第一審で死刑判決を受け、控訴、上告と棄却され、死刑が確定した。
一方で、本事件の裁判員を務めた女性が現場のカラー写真を見たこと等により急性ストレス障害を発症し、裁判員制度を「意に反する苦役」を強いるもので違憲であるとして国に損害賠償を求める訴訟を起こした。裁判では裁判員制度は合法として女性側の敗訴が確定したが、他方で裁判員を務めることにより残酷な証拠と向き合うことが裁判員に重い精神的負荷を与えることを認められた。

## 事件の経過
2011年（平成23年）11月、Yは妻とともに福島県会津若松市に移住した。Yは妻には就職したと嘘の報告をした上で、妻の衣服を無断で質入した金を元手に外国為替オプション取引を行ったが利益を出せず、住んでいた借家を明け渡さざるを得ない状況になった。
Y夫妻は2012 年7月13日ごろから、空き地を無償で借り、車をそこに駐車して車中で暮らし始めた。 Yの妻が住宅の購入を望むと、Yは同月26日までには勤め先から購入資金を借りられると嘘をついた。23日ごろ、金のあてがないYは、付近の民家に押し入って現金を引き出させることを決意した。
26日午前5時20分、無施錠のＡ方に侵入し、現金1万円とキャッシュカード2枚などが入った財布を盗んだ。そこにA（当時55歳）が起きてきたため、Yはナイフを突きつけ、「お金を出してください」と脅迫したが、Aがこれに応じなかったため、YはAの首にナイフを突き刺し、それでも抵抗するAに対し、複数回ナイフを突き刺して殺害した。さらに、それを目の当たりにしたAの妻B（当時56歳）が電話をかけようとするそぶりを見せたため、Yは側頭部にナイフを刺し、「違うだろ」「お金どこ」「カード出して」と言ってBの抵抗を抑えつけながらキャッシュカードの暗証番号を聞き出してネックレスを奪った。Bが119番通報したことに気づいたYは、Bが救急車を呼ぶよう懇願するのも聞き入れず、ナイフでBの首を複数回突き刺して殺害した。B殺害後、消防から折り返しの電話があったが、Yは犯行の発覚を免れるため平然とこれに対応した。
26日夜、Yは会津美里町内にいたところ、捜査本部に任意同行を求められ、翌27日、A宅で2人を殺害し、Bのキャッシュカードを奪った疑いで逮捕された。

## 裁判
2013年（平成25年）3月14日、Yの裁判員裁判で、福島地方裁判所郡山支部（有賀貞博裁判長）は、求刑通り死刑の判決を言い渡した。有賀裁判長は、判決理由として「動機は利欲的、身勝手で、2人の命が奪われた結果は重大。無残な死を強いられた被害者の苦痛や無念さは察するに余りある」と述べた。弁護側は即日控訴した。
2014年（平成26年）6月3日、仙台高等裁判所（飯渕進裁判長）は一審の死刑判決を支持し、弁護側の控訴を棄却した。弁護側は一審の裁判員が殺害現場の写真を見て急性ストレス障害になったことを挙げて、「健康状態が疑われる裁判員を解任、辞退させる手続きを怠った」として一審判決の破棄を求めていたが、判決は「違法な点はなかった」とこれを退けた。
2016年（平成28年）3月8日、最高裁判所第3小法廷（木内美祥裁判長）は、一審、二審の死刑判決を支持して上告を棄却し、 Yの死刑判決が確定することとなった。判決では Yの犯行を「甚だ浅慮かつ身勝手に近隣の民家を襲って強盗殺人に及んだ動機に酌むべき点はな」く、「犯行態様は非情かつ残酷」で、「刑事責任は極めて重大である」と、一、二審を追認した。
上告棄却後に面会した片岡健によれば、Yは「被害者の男性のお母さんはお年を召されているんで、『お母さんが生きているうちになんとかしないといけない』とも思うしね」と語り、「被害者の男性の高齢の母親が生きているうちに『息子を殺害した犯人が死刑執行された』というニュースを届けなければいけないと考えているようだった」という。

## 元裁判員の女性が国を提訴
2013年5月7日、本事件の裁判員を務めたことにより急性ストレス障害の診断を受けた女性が、国に慰謝料などを求める訴訟を仙台地裁に起こした。女性は殺害現場のカラー写真がモニターに映し出された審理で休廷中に嘔吐、審理では写真以外にも被害者が命乞いする119番の音声も流れたという。裁判員法は呼び出しに応じない裁判員候補に過料を科すことができると規定されているため、女性側は裁判員制度を「意に反する苦役」であり、憲法が定める職業選択の自由や個人の尊重などの理念にも反するとして違憲であると主張した。
福島地裁判決は、裁判員制度を合憲とした一方、「裁判員を務めたこととストレス障害発症には因果関係がある」との判断を示した。また、残酷な証拠と向き合うことが裁判員に重い精神的負担を与えることを認め、その一方で「裁判員の義務は公共の福祉によるやむを得ない制約」であるという判断も示した。 2016年10月25日、最高裁第3小法廷（木内道祥裁判長）は、女性側の上告を退け、一審、二審の女性側の敗訴が確定した。
この提訴を契機に、証拠調べで遺体の写真を示すことの事前告知や、写真をモノクロにしたりするなど、裁判員の負担を軽減する取り組みが進んだ。東京地裁では、遺体写真などを見ることが必要な裁判では、選任手続きの際に予告し、辞退の訴えも柔軟に認めることを申し合わせ、最高裁もこの取り組みを全国の裁判所に「参考にしてほしい」と紹介した。